# HD 217673
HD 217673，又名BD+56 2927，SAO 35062、HR 8761，是一颗恒星，视星等为6.2，位于銀經108.4，銀緯-2.63，其B1900.0坐标为赤經22h 57m 16.8s，赤緯+56° -2.63′ 5″。